# 三井保奈美
三井保奈美（みつい ほなみ、1989年〈平成元年〉1月12日 - ）は東京都出身の元タレント、元グラビアアイドル。
フィットワンに所属していたが、2008年10月をもって芸能界から引退した。

## 出演

### バラエティ
- 水着少女（テレビ東京）
- 情報発信塾～アイドルレボリューション～（テレビ神奈川）
- ドスペ2「クイズマジジャン」（テレビ朝日）

### ドラマ
- ガチバカ!（2006年、TBS）：渡良瀬 遥役
- 秘書のカガミ 最終話（2008年6月、テレビ東京）

## 作品

### DVD & Video
- 「三井保奈美」（2004年）
- 「三井保奈美～HONADOLL～」（2005年）
- 「制服Dolls 三井保奈美」（2005年）監督 森敦司
- 「三井保奈美 女子高生チャンネルvol.10」（2006年・スパークビジョン）

## その他
- ヤングサンデーぷりちぃ妹選手権・グランプリ受賞
- インターネット・「ぶんか社on line」
- EZアップチャンネル・「女子高生株塾」
- 祥伝社・「SPARK NET」
- USEN・「ASIAN美少女ファイル」